# NGC 6008
NGC 6008 ist eine Balken-Spiralgalaxie vom Hubble-Typ SB(r)b im Sternbild Schlange. Sie ist etwa 222 Millionen Lichtjahre von der Milchstraße entfernt, mit einem Durchmesser von rund 90.000 Lichtjahren. Aufgrund ihrer ähnlichen Entfernung und Richtung können NGC 6008 und PGC 56301 eine wechselwirkendes Paar sein.
Entdeckt wurde die Galaxie am 10. Juni 1880 von Édouard Stephan.